# Finale (1948)
Finale ist ein deutsches Filmmelodram aus dem Jahre 1948 von Ulrich Erfurth. Die Hauptrollen spielen Edith Schneider, Willy Fritsch und Peter Schütte.

## Handlung
Deutschland 1938: Der junge und talentierte Pianist Michael Reimers gilt als aufgehender Stern am Klassik-Musikhimmel. Er spielt Tschaikowsky, er spielt Beethoven und Chopin … und das Publikum lauscht ehrfurchtsvoll den Klängen an den Volksempfängern. Zehn Jahre später hat auch Reimers das Nachkriegselend erreicht: Eine Verwundung an seiner Hand hat es ihm unmöglich gemacht, weiterhin seiner künstlerischen Passion nachzugehen und Klavier zu spielen.
Rückblende, 15 Jahre zuvor: Der alte Kaufmann Karl Ellerbrock, ein ebenso angesehener wie standesbewusster Herr alten Schlages, möchte, dass seine Tochter, die blonde Hanna, unbedingt den angesehenen Mediziner Tommy Benninghoff heiratet. An ihrem Geburtstag hofft Ellerbrook, die Verlobung verkünden zu können. Doch die hat schon längst ein Auge auf den „jungen Wilden“ Reimers geworden, ein Künstler durch und durch mit einer wilden, dunklen Wuschelmähne. Dies passt ihrem Vater überhaupt nicht in den Kram, hält er doch alle Künstler für unseriös und nicht gerade bodenständig. Jemand wie Reimers werde wohl niemals seine Firma weiterführen können, zumal Hanna als seine Tochter für die Nachfolge nicht infrage kommt. Als Reimers gegenüber Ellerbrock um die Hand von dessen Tochter bittet, weicht der Alte geschickt aus. Als Benninghoff von Hanna telefonisch von ihren Heiratsabsichten erfährt, ist auch er ziemlich durch den Wind, versucht aber, sich nichts anmerken zu lassen.
Beide jungen Leute heiraten, und Vater Ellerbrock versucht, seinen ungewollten Schwiegersohn ansehenstechnisch „aufzuhübschen“, indem er über seinen Geschäftspartner Osthus versucht, dessen Sohn Ewald als Ministerialrat ein strammer NS-Parteigänger ist, an einen Professorentitel für den Pianisten heranzukommen. Osthus junior greift in Michaels Wohnung zielgerichtet das „Buch der Lieder“ Heinrich Heines, von den Nazis als Jude verfemt, aus dem Regal. Als Osthus auch noch eine von Käthe Kollwitz signierte Graphik und eine Skulpturengruppe, die an Ernst Barlachs Werk – beide Künstler im Dritten Reich gleichfalls verfemt – erinnert, ausmacht, erscheint Musikus Reimers augenblicklich als judenfreundlicher „Kulturbolschewist“ und somit dem Regime nicht titelwürdig. Statt einen prestigefördernden Titel zu erhalten, wird der durchgeistigte Künstler während des Zweiten Weltkriegs eingezogen und an die Front im Osten entsandt.
Im Kriegseinsatz zerstört ein Durchschuss seine rechte Hand und begräbt schlagartig weitere Künstlerträume. Prompt wird Reimers an den Arzt Benninghoff verwiesen, der trotz seiner Zuneigung zu Hanna alles versucht, die Spielhand des Maestros zu retten. Stabsarzt Benninghoff wie auch Pianist Reimers kehren bei Kriegsende heim, doch der Pianist wird nie mehr wieder seinem Beruf nachgehen können. Dennoch klammert sich Reimers daran, eines Tages wieder am Piano sitzen und spielen zu können. Die Erkenntnis, dass es bei diesem Wunschtraum bleiben wird, lässt Michael immer stärker verbittern. Dies belastet seine Ehe mit Hanna sehr, zumal er auch noch eifersüchtig wird und den Verdacht hegt, Dr. Benninghoff habe ihn absichtlich schlecht operiert, um Hanna von ihm zu entfremden. Michael verkommt mehr und mehr, er pflegt sich kaum noch und gibt sich düsteren Gedanken hin. Schließlich kehrt er vereinsamt und deprimiert aufs Land zur eigenen Mutter heim, wo er sein Nervenleiden auszukurieren versucht. Dort lernt er die Dorfschullehrerin Franziska Rettberg kennen, deren Mann einst von den Nazis „abgeholt“ wurde. Sie bringt ihm den Lebensmut zurück, sodass Reimers, der nunmehr den Dorfkindern als Musiklehrer Gesang beibringt, sich mit seiner Gattin versöhnen kann.

## Produktionsnotizen
Finale entstand in den Studios von Hamburg-Ohlstedt und Hamburg-Volksdorf mit Außenaufnahmen aus Wewelsfleth und wurde am 23. Juli 1948 in Hamburg uraufgeführt. Die Berliner Premiere fand im Westen am 27. Juli 1948 statt, die im Osten am 23. September 1948.
Mitproduzent Gyula Trebitsch übernahm auch die Produktionsleitung. Herbert Kirchhoff gestaltete die Filmbauten, assistiert von Albrecht Becker. Heinz Pehlke assistierte Chefkameramann Eugen Klagemann. Else von Möllendorff trat hier das letzte Mal vor eine Kinokamera.
Finale war ein deutscher Beitrag bei den 9. Internationalen Filmfestspielen von Venedig, die zwischen dem 19. August und dem 4. September 1948 stattfanden.
Diese Produktion war ein so genannter Austauschfilm Westdeutschland/Mitteldeutschland.

## Musik
Walter Gieseking spielt Werke von Peter Tschaikowsky, Ludwig van Beethoven und Frédéric Chopin. Es spielt das Symphonieorchester von Radio-Frankfurt unter der Leitung von Winfried Zillig. Es singt der Knabenchor von St. Michaelis unter der Leitung von Friedrich Brinkmann.

## Wissenswertes
Bemerkenswert an diesem Film ist, dass, abgesehen von einer Bahnhofsdurchsage, die ersten zwölf Minuten in diesem Film kein Wort gesprochen wird und diese Zeit ausschließlich der Musik gewidmet ist.

## Kritiken
In Der Spiegel 31/1948 war zu lesen: „Zum Finale gab es für ‚Finale‘ gemäßigt freundlichen Applaus. Manche rührte das Mitleid. Andere verließen das Hamburger Waterloo-Theater sozusagen mit erhobenen Händen. Sie kapitulierten. Nur wenige Zuschauer waren nicht erschüttert. Aber anders als erwartet. Im Berliner Marmorhaus, wo gleichzeitig Premiere des Hamburger Real-Films war, gab es Pfiffe. Die Story ist probat. Ihr Schöpfer, H. G. Petersen, hat viele verzwickte Situationen geschaffen und eine Reihe zeitnaher Bilder heraufbeschworen, bei denen den Zuschauern das Gruseln ankam. (…) Versöhnend ist allein die Musik.“
Erika Müller schrieb in anlässlich der Hamburger Premiere in der Zeit: „‚Finale, der zur Biennale 1948 gemeldete große Musikfilm‘ – sie ist vielversprechend, diese Anzeige. Und sie ist groß, die Musik von Beethoven, Chopin und Tschaikowskij in der schönen Wiedergabe von Gieseking und dem Symphonieorchester von Radio Frankfurt unter Leitung von Winfried Zillich [sic!]. Sollte der Film aber wirklich zur Biennale nach Venedig gehen, so müßte, wie ein Spaßvogel nach der Uraufführung in Hamburg vorschlug, erst noch ein Preis für kleine Mittelklasse geschaffen werden (…) Am Anfang war noch Hoffnung, als die Kamera ganz vom Filmischen her ohne Dialog die dramatisch gespannte Atmosphäre in einem Künstlerhaus einzufangen begann. (…) Warum den Anschein von großer Kunst erwecken, wenn man doch nur billige Imitation zeigt? (…) Er hat ein schönes ernstes Thema, dieser Film vom erfolgreichen jungen Pianisten, der durch das furchtbare Kriegsschicksal seine rechte Hand nicht mehr gebrauchen kann. Aber der Ablauf der Handlung ist filmisch so alltäglich, daß man sich bei jeder Szene müde erinnert: das hast du doch schon einmal, nein manchmal gesehen. (…) Junge Menschen waren darunter, die versuchten, gute Schauspieler zu sein – mit beachtlichem Erfolg der Hamburger Operettenstar Peter Schütte in der Hauptrolle, mit sichtbarer Anstrengung seine unglückliche Partnerin Edith Schneider. Und ein routinierter Schauspieler war darunter, der mühelos einen echten Menschen verkörperte: Willi [sic!] Fritsch (als Arzt). (…) In den Großaufnahmen allerdings … gelang dem bewährten Theaterregisseur noch nicht die richtige Dosierung: So viele Küsse ohne Charme; und Amor weint… (…) Übrigens: Das Uraufführungspublikum in Hamburg war für jede bescheidene Pointe dankbar.“

„Ein Drama, das in seiner oberflächlich larmoyanten Gestaltung weder das psychologische Problem noch das Zeitkolorit erfaßt.“